# PLANTIO - grow
PLANTIO - growは、日本の都会で、気軽にシェアしながら野菜を育てる“地域の共有財産”としてのコミュニティファーム、およびそこでの活動に関連する事業を展開するブランド。

## 解説
「持続可能な食と農をアグリテインメントな世界へ」をヴィジョンに掲げ、実業家の芹澤孝悦が代表取締役CEO、連続起業家の孫泰蔵、コンサルティング会社 D4DR代表の藤元健太郎が共同創業者・取締役を務め、経済産業省J-Startup認定のスタートアップ、プランティオ株式会社  が開発・提供する、民主的で持続可能な食と農的活動を支援するプラットフォーム。
シェアリングIoT農園『grow FIELD』や野菜栽培ガイドアプリ『grow GO』、IoTセンサー『grow CONNECT』などのサービスを展開する。

## grow
grow FIELD
grow FIELD は、都会で、気軽にシェアしながら野菜を育てる “地域の共有財産” としてのコミュニティファーム。従来の貸農園のコンセプトとは異なり、占有せず、場所を共有し、みんなでフィールド全体を支えるという共給共足と相互扶助の精神（コモンズ）がコンセプトの根底にある。
grow GO - スマホアプリ
お手入れタイミングをタイムリーにガイドする機能を搭載する。コミュニティ機能で野菜づくりをもっと楽しく。野菜とつながり、仲間とつながるアプリ。育てて、食べるをシームレスに繋ぎ、食べるもイベントを立ち上げ、みんなで食べるイベントやワークショップに参加ができる。
grow CONNECT - IoTセンサー
センサーが計測した日照量・土壌水分量・土壌温度など栽培に重要なデータを元にした栽培アドバイス。今後の栽培にも役立つ、栽培時の画像データやセンサー値をアーカイブ。「Crowd Farming System」という特許取得のカーナビでいうGPSに該当するコアエンジンを有し、センサーから得られた土壌温度の積算を基軸とし、その積算スピードを位置情報（場所）に応じてその場所の外気温データの推移から逆算し予測することで、世界中のどこでも適切に野菜に応じたガイドができる。
grow SHARE - 環境貢献度の可視化
自宅のベランダや街の中にあるコミュニティファームなど、野菜づくりの場所を「vege SPOT（ベジスポット）」として登録、可視化するウェブサービス。農的活動とその環境貢献度を可視化。
grow JOURNAL - WEBメディア
世界をたのしく育むひとを取り上げた grower's STORY や野菜栽培や食農、環境貢献に関する読み物コンテンツ、イベントレポートなど、たのしく世界を育むための情報を発信。

## 沿革
- 2015年 プランティオ株式会社 設立
- 2018年 クックパッドアクセラレータ ビジネスプランコンテスト 優秀賞 [8]
- 2019年 株式会社ジェネシア・ベンチャーズ、東急不動産株式会社、キャナルベンチャーズ株式会社、JA三井リース株式会社から1.5億円の資金調達 [9]
- 2019年 経済産業省J-Startup 認定スタートアップに選出 [10]
- 2020年 世界最大テクノロジーカンファレンス CES2020 にJ-Startup認定スタートアップとして出展 [1]
- 2020年 Makuake でIoTセンサー「grow CONNECT」が24時間で完売 [11]
- 2020年 スマートプランター『grow HOME』グッドデザイン賞 「園芸用品」カテゴリー [12]
- 2021年 滋賀大学との共同研究を開始
- 2022年 大手町ビル屋上の Sky LAB に The Edible Park OTEMACHI by grow をオープン [13]
- 2023年 アサヒ農園と事業連携を開始 [14]
- 2023年 渋谷区観光協会×伊藤園×ゼットン×プランティオによる渋谷茶復活プロジェクトを開始 [15]

## 受賞歴
- 2018年 クックパッドアクセラレータ ビジネスプランコンテスト 優秀賞 [16]

- 2019年 経済産業省J-Startup 認定スタートアップ [17]

- 2020年 スマートプランター『grow HOME』グッドデザイン賞 「園芸用品」カテゴリー [18]

## メディア出演歴
- テレビ東京「東京GOOD! TREASURE MAP」[19]
- テレビ朝日「ANN NEWS」[20]
- NHK総合「シブ5時」[21]
- JETRO Global Eye「世界は今」[22]
- 吉本興業チャンネル「これが未来の新常識！教えてスタートアップ！」[23]
- CNA Insider「Can Facial Recognition Tools Aid In Growing Plants？」[24]
- J-WAVE 堀田茜ナビゲート「ENEOS FOR OUR EARTH～ONE BY ONE～」[25]
- J-WAVE 甲斐まりかナビゲート「BLUE IN GREEN」[26]
- J-WAVE 81.3 FM JK RADIO TOKYO UNITED「The Hidden Story」
- J-WAVE 市川紗椰ナビゲート「TIME AND TIDE」[27]
- TOKYO FM 「DUNLOP presents みらい図鑑」[28]
- ZIP-FM ORIGINAL PODCAST 『HEROQUEST』[29]